# Aanslag op het Amsterdams bevolkingsregister

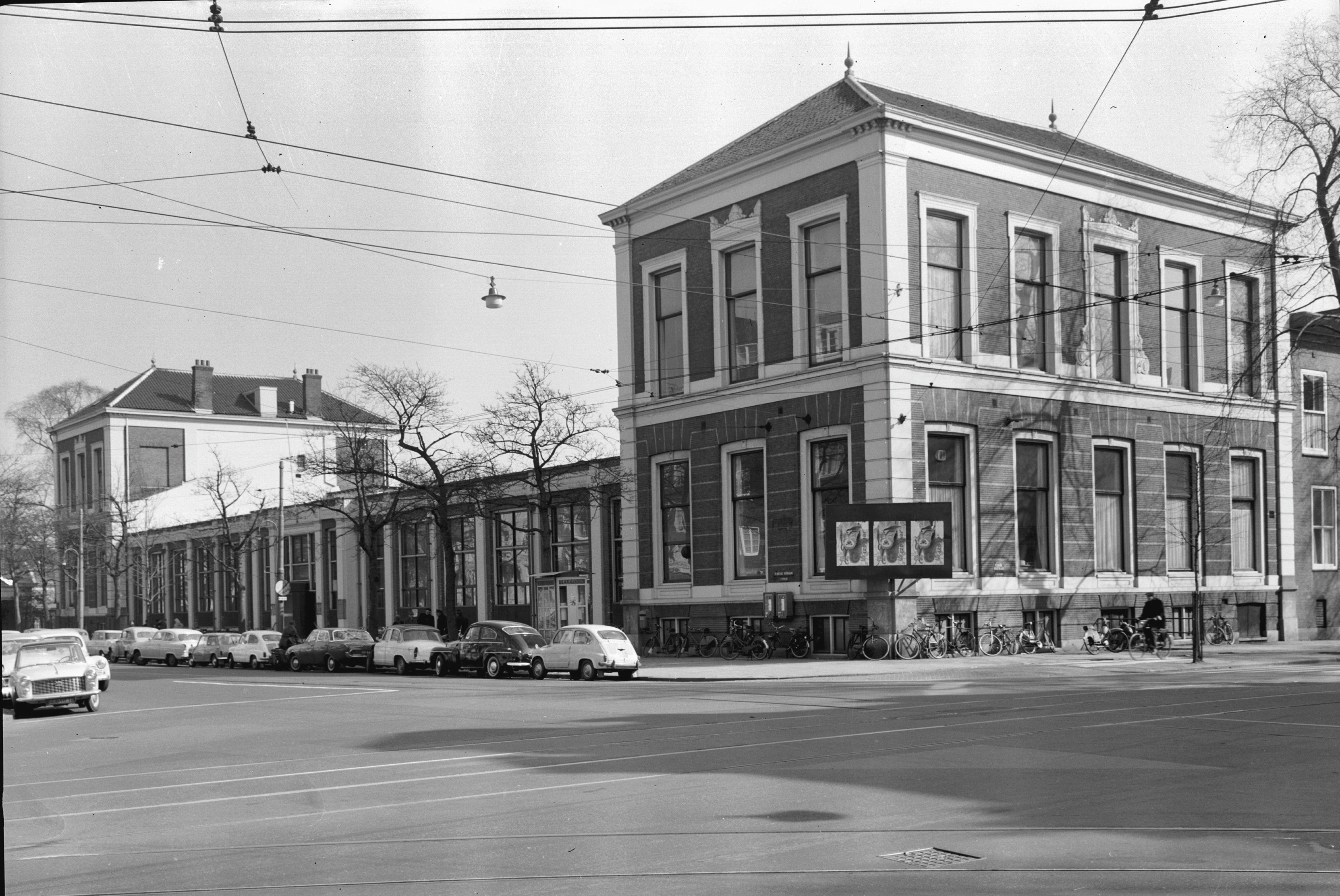
Het gebouw aan de Plantage Kerklaan waar sinds 1941 het Amsterdams bevolkingsregister was ondergebracht

De aanslag op het Amsterdams bevolkingsregister door leden van het verzet in de Tweede Wereldoorlog vond plaats in de nacht van 27 maart 1943 in het gebouw van de gemeente Amsterdam aan de Plantage Kerklaan 36.
In de voormalige concertzaal van Artis aan de Plantage Kerklaan 36-38 bevond zich tijdens de Tweede Wereldoorlog het bevolkingsregister van Amsterdam, met daarin onder andere de gegevens van circa 70.000 Amsterdamse Joden. Een verzetsgroep, met als leiders Gerrit van der Veen en Willem Arondéus (schuilnaam Smit), pleegde in de nacht van 27 maart 1943 een aanslag op het Amsterdamse bevolkingsregister om de gegevens te vernietigen. De aanslag lukte, hoewel het uiteindelijke effect minder was dan verwacht. Alle plegers van de aanslag werden niet veel later opgepakt. Gerrit van der Veen werd kort na zijn arrestatie op 10 juni 1944 in de duinen bij Overveen geëxecuteerd.
De andere deelnemers aan de aanslag op het bevolkingsregister waren Frieda Belinfante, Johan Brouwer, Sam van Musschenbroek, Karl Gröger, Henri Halberstadt, Rudi Bloemgarten, Guus Reitsma, Cornelis Roos, Koen Limperg, Sjoerd Bakker, Cornelis Leendert Barentsen en Coos Hartogh. De enigen van de groep die de oorlog overleefden, waren Frieda Belinfante, Cees Honig, Jan Roovers en Willem Beck. Ook Willem Sandberg, die wel aan de voorbereiding had meegewerkt maar niet aan de aanslag zelf, overleefde de oorlog. De dichter Martinus Nijhoff, die als explosievendeskundige had meegewerkt aan de voorbereidingen voor de aanslag, overleefde eveneens de oorlog. Maarten van Gilse, die eveneens bij de voorbereidingen betrokken was, werd op 1 oktober 1943 met achttien andere leden van de opgerolde verzetsgroep CS-6 gefusilleerd.

## Nagedachtenis
Aan de Plantage Kerklaan in Amsterdam, op de gevel van het voormalige Amsterdamse bevolkingsregister, bevindt zich een plaquette die herinnert aan de aanslag. Deze natuurstenen plaquette is ontworpen door jhr. Willem Sandberg en werd op 4 augustus 1945 onthuld. De plaquette vermeldt de namen van de twaalf verzetsstrijders die werden geëxecuteerd na de actie.
In het voorjaar van 2018 opende het Verzetsmuseum Amsterdam de interactieve tentoonstelling EXPLOSIEGEVAAR!, waarin de aanslag op het Amsterdamse bevolkingsregister centraal stond. Bezoekers werden via een 3D-audiotour in twaalf opeenvolgende kamers meegenomen in het verhaal van zes verzetsstrijders die betrokken waren bij de aanslag. Door middel van geluid, licht en ruimtelijk decor werd het publiek ondergedompeld in de dilemma’s en keuzes van het verzet. De tentoonstelling won voor het ontwerp de Zilveren European design award.
In 2023 zond Schooltv een educatieve documentaire uit over de aanslag op het Amsterdamse bevolkingsregister. Deze documentaire maakt onderdeel uit van het programma EenVandaag in de klas en richt zich op het vertellen van het verhaal van deze verzetsdaad aan scholieren. De documentairebenadrukt de levensreddende impact van de actie. Met behulp van historische beelden en interviews wordt het verhaal toegankelijk gemaakt voor een jong publiek, waarbij ook de morele dilemma’s en het gevaar van verzetsactiviteiten worden besproken.
Hoewel enkele betrokken verzetsstrijders, zoals Gerrit van der Veen, direct na de oorlog werden geëerd met straatnamen, monumenten en postume onderscheidingen, duurde het langer voordat ook de homoseksuele verzetsleden, waaronder Willem Arondéus en Frieda Belinfante, bredere erkenning kregen. In 2025 beleefde de musical Willem & Frieda: Roze Verzet haar première in het DeLaMar Theater in Amsterdam, als onderdeel van het culturele programma rond Pride Amsterdam. De voorstelling vertelt het verhaal van Arondéus en Belinfante, met bijzondere aandacht voor hun queer identiteit en de historische aanslag van 27 maart 1943. In de musical wordt de aanslag getoond als een daad van morele moed en artistiek verzet, waarbij ook de rol van andere betrokkenen aan bod komt.
De aanslag komt prominent aan bod in biografische literatuur: Een schitterend vergeten leven (Toni Boumans, 2015) en Het leven van Willem Arondéus (Rudi van Dantzig, 2003) vertellen het verhaal vanuit het perspectief van individuele deelnemers. In 2023 verscheen de tv-documentaire Willem and Frieda: Defying the Nazis, gepresenteerd door Stephen Fry, waarin de planning en uitvoering van de aanslag integraal worden behandeld binnen het levensverhaal van de queer verzetshelden.